# بخش مرزن‌آباد
بخش مرزن‌آباد یکی از بخش‌های استان مازندران است که در شهرستان چالوس واقع شده‌است. مرکز این بخش شهر مرزن‌آباد است. این بخش از دو دهستان کوهستان و بیرون‌بشم تشکیل یافته‌است.